# George Monck
George Monck (Merton, 6 de desembre de 1608 - Londres, 3 de gener de 1670) fou un militar i polític anglès que va servir Carles I, però que amb l'arribada de la Commonwealth d'Anglaterra va decidir treballar per a Oliver Cromwell.
Durant la guerra anglo-escocesa, el juliol de 1651, les forces de Cromwell van creuar el Fiord de Forth cap a Fife i el 20 de juliol van derrotar els escocesos a la batalla d'Inverkeithing. El Nou Exèrcit Model va avançar cap a Perth permetent a Carles II, al capdavant de l'exèrcit escocès, traslladar-se cap al sud a Anglaterra. Cromwell va seguir Carles a Anglaterra, deixant George Monck per acabar la campanya a Escòcia. Monck va prendre Stirling el 14 d'agost i Dundee l'1 de setembre. A Anglaterra Cromwell va combatre els darrers partidaris reialistes i definitivament va vèncer el Rei Carles II el 1651 i aquest va haver de fugir a França. L'any següent, el 1652, es van eliminar les restes de la resistència realista i, segons els termes de la "Tender of Union", els escocesos van rebre 30 escons en un Parlament unit a Londres, amb el general Monck com a governador militar d'Escòcia. Cromwell eliminà el sistema polític d'Escòcia, que va passar a ser quasi una província més d'Anglaterra si ve no va haver-hi expropiacions de terres.
Quan Cromwell va morir, Monck convocà el parlament per restaurar la dinastia dels Stuart i atorgar el tron a Carles II d'Anglaterra. El seu sepulcre és situat a l'Abadia de Westminster.